# Давиде Астори
Давиде Астори (на италиански: Davide Astori) е бивш италиански футболист, защитник.

## Кариера

### Ранна
Роден е и израства в провинция Бергамо. Астори започва да играе футбол с местния отбор Понтисола, преди да се присъедини към школата на Милан през 2001 г. Той прекарва 5 години в юношите, след което той е пратен 2 последователни сезона под наем в отборите от Серия Ц1 Пицигетоне и Кремонезе съответно за сезоните 2006/07 и 2007/08.

### Каляри
В началото на сезон 2008/09, Астори е привлечен в клуба от Серия А Каляри в сделка за съсобственост с Милан за 1 млн. евро. Той прави официалния си дебют в гостуването срещу Сиена на 14 септември 2008 г., като влиза като резерва през второто полувреме.
През юни 2009 г. клубът подновява собствеността си с Милан, за да запази Астори в Каляри за още една година. Той заменя Диего Лопес и записва 34 мача и вкарва първия си гол за клуба при 2:2 срещу Фиорентина на 31 януари 2010 г. На 28 февруари 2010 г., Давиде Астори отбеляза втори гол при загубата с 1:2 срещу Киево Верона. На 3 април 2010 г. Астори си вкарва автогол срещу Милан, с който Каляри губи с 2:3. По време на втория си сезон в Каляри, има слухове, че Милан има желание да подпише с Астори, но нищо не се случва. Въпреки слуховете, Астори има желание да се присъедини отново към Милан през лятото.
Клубът подновява собствеността си с Милан, за да го запази за още една година през юни 2010 г.
На 22 юни 2011 г. клубът купува останалите 50% от Милан за още 3,5 млн. евро. След 8 мача в началото на сезона, Астори получава фрактура на крака в мача срещу Наполи на 23 октомври 2011 г., след намеса от Езекиел Лавеци и трябва да излезе още в 21 минута. Неговата травма го вади от игра в продължение на 3 месеца.
На 9 юли 2012 г. Астори разкрива, че е отхвърлил предложение на Спартак Москва на стойност 15 милиона евро, след споразумение между двата клуба. Астори обяснява, че е отказал да премине в Спартак Москва, защото иска да остане в Каляри и да постигне целите си с клуба.

### Рома
На 24 юли 2014 г. Каляри обявява, че преотстъпва Астори в Рома до края на сезона. Трансферът е уреден в размер на 2 млн. евро, а ако Рома иска да го задържи ще трябва в края на сезона да плати още 5 млн. евро. Астори подновява договора си с Каляри ден преди да отиде в Рома.

### Фиорентина
На 4 август 2015 г. Астори преминава под наем във Фиорентина до края на сезона със задължение да бъде закупен.

## Национален отбор
Астори изиграва 4 мача за тима на Италия до 18 години, където играе през 2004 г. Той не получава повече повиквателни за другите нива на младежките отбори.
Астори получава първата си повиквателна за първия отбор от новоназначения треньор Чезаре Прандели, който го взима в отбора за приятелски мач срещу Кот д'Ивоар, който се играе на 10 август 2010 г. Астори остава на резервната скамейка. Той прави пълен дебют за Италия на 29 март 2011 г. в приятелски двубой срещу Украйна в Киев. Той влиза като резерва на мястото на Джорджо Киелини в 17-а минута, но е изгонен 15 минути, след началото на второто полувреме, след като получава два жълти картона. Астори е част от отбора на Италия, участвал в Купата на Конфедерациите през 2013 г., достигайки полуфиналите.

## Смърт
На 4 март 2018 г. Давиде Астори е намерен мъртъв в хотелската си стая в Удине, където неговият отбор Фиорентина трябва да играе мач срещу Удинезе.
Клубното изявление гласи: „Фиорентина е дълбоко разтърсена и принудена да обяви, че капитанът на отбора Давиде Астори е починал“ . По-късно е потвърдено, че е починал в съня си от инфаркт . Италианската федерация отменя всички предстоящи мачове от Серия А и Серия Б от 4 март. Няколко дни по-късно, Фиорентина и Каляри изваждат от употреба номер 13, с който Астори е играл при тях. UEFA съобщава в Twitter, че всички мачове през идната седмица от Шампионска лига и Лига Европа ще започнат с минута мълчание.